# Doubleglass
doubleglass（ダブルグラス）は、花島大義と和田春からなる日本の2人組ユニット。

## メンバー
- 和田春（わだ はる、2月29日）
  - 宮城県仙台市出身。
  - 宮城県仙台第一高等学校、東京理科大学理学部卒業
  - ピアノ、シンセサイザー、プログラミング、ボーカルなどを担当

- 花島大義（はなじま ひろよし、8月28日）
  - 静岡県浜松市出身。
  - 静岡県立磐田南高等学校、中央大学理工学部卒業。The New School Audio Engineering Certificate取得。
  - ギター、ベース、ドラム、シンセサイザー、プログラミング、ボーカル、篠笛などを担当

## 略歴
ソロ作曲家として活動していた和田春と、レコーディング・ディレクター/レコーディング・エンジニアとして活動していた花島大義が、花島のドイツ移住を機に、音楽制作ユニットdoubleglassとして2014年に活動を開始。
活動開始後すぐに、ドラマ「ファーストクラス」のOPテーマ「Rafflesia/SOLIDEMO」や、「All My Life/カノエラナ」などを手がける。
その後は、乃木坂46、けやき坂46、日向坂46、藤田ニコル、フェアリーズ、森口博子、ROMEOなどに楽曲提供するほか、JRA・GI競走でのウイニングランの際に使用される楽曲「HEROES」やテレビ向けBGMの制作などにも携わる。

## 提供作品
- カノエラナ
  - All My Life（作曲）

- けやき坂46
  - 誰よりも高く跳べ!（作曲）

- SOLIDEMO
  - Rafflesia（作曲/編曲）
  - 8 Collars（作曲/編曲）
  - Overture（作曲/編曲）

- 乃木坂46
  - 曖昧（作曲/編曲）

- 日向坂46
  - 誰よりも高く跳べ!2020（作曲）
  - My God（作曲/編曲）
  - 君は0から1になれ（作曲/編曲）

- フェアリーズ
  - ひらり（作曲/編曲）

- 藤田ニコル
  - Bye Bye（作曲/編曲）

- 森口博子
  - Ubugoe（作曲）「機動戦士ガンダム ククルス・ドアンの島」主題歌

- ROMEO
  - Run Away（作曲/編曲）
  - FAITH（作曲/編曲）

- HEROES（作曲/編曲）
  - JRA・GI ウイニングランのテーマ